# Дубоко Грло (епизода)
„Дубоко Грло” (енгл. Deep Throat) је друга епизода прве сезоне америчке научнофантастичне телевизијске серије Досије икс. Ова епизода је премијерно приказана на телевизијској мрежи Фокс 17. септембра 1993. године. Написао ју је креатор серије Крис Картер, а режирао Данијел Сакхајм, док сама епизода уводи неколико елемената који су постали главни део митологије серије.
У телевизијској серији, агенти ФБИ-а Фокс Молдер (Дејвид Дукавни) и Дејна Скали (Џилијан Андерсон) истражују случајеве повезане са паранормалним, познате као Досије икс. Молдер верује у паранормалне појаве, док скептична Скали покушава да их дискредитује. У овој епизоди, њих двоје истражују могућу заверу у ваздухопловним снагама Сједињених Држава, а Молдер упознаје мистериозног доушника који га упозорава да се клони случаја. Неустрашив, Молдер наставља у свом науму и приближава се истини о ванземаљском животу ближе него икада раније, само да би његов напредак био још једном био заустављен, а открића одузета.
Епизода представља лик Дубоког Грла, којег игра Џери Хардин, који служи као Молдеров доушник у првој сезони. Лик је инспирисан историјским Дубоким Грлом (доушником током афере Вотергејт) и служи да премости јаз између протагониста и завереника које би истраживали. Сама епизода се фокусира на уобичајене елементе уфологије, у окружењу које подсећа на Област 51 и Ваздухопловну базу Нелис. Садржи неколико специјалних ефеката које је Крис Картер касније описао као „добре, с обзиром на ограничења [серије]”; иако је издвојио сцене са треперавим светлима као лоше изведене. У првом емитовању у САД, „Дубоко Грло” је погледало око 6,9 милиона домаћинстава и 11,1 милион гледалаца, а наишло је на позитивне рецензије критичара.

## Радња
У југозападном Ајдаху, у близини ваздухопловне базе Еленс, војна полиција извршила је рацију у кућу пуковника Роберта Будахаса, који се забарикадирао након што је украо војно возило. Власти налазе Будахаса, прекривеног осипом, како дрхти.
Четири месеца касније, агенти ФБИ-а Фокс Молдер и Дејна Скали састају се у вашингтонском бару да разговарају о случају. Молдер објашњава да Будахас, пробни пилот, није виђен од рације и да војска не жели да изда никакав коментар о његовом стању; ФБИ је одбио да спроведе истрагу. Молдер тврди да је још шест пилота нестало у бази, која је предмет гласина о експерименталним авионима. Док је у барском тоалету, Молдеру прилази мистериозни доушник познат као „Дубоко Грло”, који га упозорава да избегава овај случај. Тврди да је Молдер под присмотром, што се касније показало тачним.
Молдер и Скали путују у Ајдахо и састају се са Будахасовом женом, Анитом, која тврди да се њен муж понашао чудно пре нестанка. Она им прича о комшиници – коју агенти посећују – чији је муж такође пробни пилот који се чудно понаша. Скали заказује састанак са директором базе, пуковником Киселом, али он одбија да разговара када посете његову кућу. Након тога им се обратио Пол Мосинџер, који се представља као локални репортер и упућује их у локални ресторан са темом НЛО-а; тамо разговарају о НЛО-има са власницом, која верује да је била сведок неколико уочавања.
Обилазећи базу те ноћи, агенти су сведоци мистериозне летелице која изводи наизглед немогуће маневре на небу. Они беже када им се приближи црни хеликоптер, наизглед у потрази за Емилом и Зои, тинејџерским паром који је незаконито био у близини. Након што Молдер части Емила и Зое оброком у ресторану, они му говоре агентима о светлима и како верују да су НЛО-и лансирани из друге оближње базе. У међувремену, Будахас је враћен у своју кућу без сећања на оно што се догодило. Након што напусте ресторан, Молдер и Скали суочени су са агентима у црним оделима, који уништавају фотографије које су снимили и наређују им да напусте град.
Огорчени Молдер се ушуња у базу уз помоћ Емила и Зои. Он уочава троугласту летелицу како лети изнад њега, а онда бива заробљен од стране војника који петљају у његово памћење. У међувремену, Скали се поново сусреће са Мосинџером, за којег открива да је заправо оперативац за обезбеђење базе. Под претњом пиштоља, она га приморава да је одведе до базе и размењује га за Молдера. Пошто су ускраћени за истину о бази, Молдер и Скали се враћају у Вашингтон. Неколико дана касније, Молдер наилази на Дубоко Грло док џогира на локалној стази. Молдер пита да ли су „они” заиста присутни на Земљи; Дубоко Грло одговара да су „овде дуго, дуго времена”. 

## Продукција

### Концепт и претпродукција
Ова епизода је означила прво појављивање Џерија Хардина у улози Дубоког Грла. Креатор серије Крис Картер рекао је да је лик инспирисан историјским Дубоким Грлом, доушником који је новинарима Карлу Бернстину и Бобу Вудворду предао информације о истрази ФБИ-ја о афери Вотергејт. Као утицај наведен је и „X”, лик којег је тумачио Доналд Садерланд у филму Оливера Стоуна ЏФК из 1991. године. Картер је створио лик да премости јаз између Молдера и Скали и мрачних завереника који раде против њих; описујући Дубоко Грло као човека „који ради на неком нивоу власти за који немамо појма да постоји”. Хардин је Картерову пажњу привукао након филма Фирма и описао је кастинг као „лак избор”. Хардин је летео у Ванкувер сваких неколико недеља да би снимио своје сцене. Картер је Хардинов лик назвао „веома, веома добрим”.
Према Картеру, током ове епизоде било је очигледно да је Досије икс „серија у настајању”. Инспирација за епизоду може се наћи у уфологији. Верници у ванземаљце дуго су мислили да Област 51 и ваздухопловна база Нелис, обе у Невади, имају ванземаљску технологију заплењену током НЛО инцидента у Розвелу 1947. године. Име ваздухопловне базе „Еленс” изведено је од Картерове девојке са колеџа, чије је презиме било Еленс. Презиме за два гостујућа лика, Будахас, потиче од Картеровог пријатеља из средње школе. Војни пројекат ове приче инспирисан је теоријом да су Ваздухопловне снаге Сједињених Држава покренуле пројекат под називом Пројекат Аурора. Картер је рекао да се сећа да су људи ширили ову гласину и да је њено укључивање у причу референца на исту. Ни Дукавни ни Андерсонова никада раније нису користили пиштољ или га држали, па су били обучени како да га правилно држе. 

### Снимање
Сцене у којима се Молдер инфилтрира у ваздухопловну базу снимане су у правој америчкој ваздухопловној бази. Са малим буџетом и телевизијским распоредом, Картер је рекао да су ефекти изгледали „добро, с’ обзиром на ограничења” са којима су се суочавали. НЛО је дигитално конструисан, на основу онога што је супервизор визуелних ефеката Мет Бек описао као „неку врсту диско светлосне опреме” која је изнајмљена од „снабдевача журки”. Пред крај снимања ноћних сцена, сунце је почело да излази, приморавајући члана екипе Џона Бартлија да подеси углове како би сцене биле што мрачније. Једна сцена, у којој се Молдер инфилтрира у базу, већ је била преправљена да би променила дневну сцену у ноћну; излазеће сунце натерало је да се сцена сними онако како је првобитно замишљено.
Кућа коришћена за спољашње снимке Будахасове резиденције поново је коришћена у следећој Картеровој серији, Миленијум, као дом протагонисте Френка Блека. Власник куће била је стјуардеса која је често сретала глумце и чланове екипе док су путовали у Ванкувер и из њега. Почетна сцена са Дукавнијем и Андерсоновом у бару снимљена је у ресторану у Ванкуверу под називом The Meat Market, који је, према Картеру, био много „разноврснија локација него што би креатори продукције веровали”. Бар је био једини који је екипа могла да пронађе а који није реновиран након изложбе Expo 86. Касније се појавио у епизоди треће сезоне „Пајпер Мару”. Ресторан поред пута који се користио за снимање ентеријера ресторана са тематиком НЛО-а био је довољно удаљен од осталих локација снимања да је члановима глумачке екипе био обезбеђен аутобус, како би се уштедели путни трошкови. Само је главни камерман Ал Кембел користио аутобус, због чега су продуценти одустали од ове идеје све до епизоде четврте сезоне „Господарска раса”.
Гостујућа звезда Сет Грин изјавио је да, упркос томе што је глумио Емила као „надуваног момка”, заправо никада раније није користио канабис. Грин је испричао да је његов први дан на сету дошао непосредно након што је Дукавни завршио снимање своје последње сцене; Грин је био импресиониран Дукавнијевим држањем и импровизационом глумом, и додао да су се њих двојица „само глупирали све време”.

### Постпродукција
Картер је тврдио да су сцене са светлима на небу „најгори ефекти које смо икада урадили”, с обзиром на ограничења у новцу и времену; прокоментарисао је и да су специјални ефекти још увек били у повоју. Бек је био продуцент специјалних ефеката и супервизор током прве сезоне; он и Картер су безуспешно покушавали да специјални ефекти изгледају тродимензионално и „боље”. Према Картеру, резултат је изгледао као „нека врста напредне понг игре”.
Ова епизода означава деби Марка Сноуа као соло композитора за серију. Картер је изјавио да су се он и продукцијска екипа „плашили” да ће користити превише музике у епизоди, као и у целој првој сезони. Андерсонина гласовна нарација пред крај епизоде убачена је након притужби руководилаца Фокса, који су желели јаснији закључак. Руководиоци су сматрали да гледаоци не би требало да буду „збуњени” након гледања епизоде и да морају имати барем малу представу о томе шта се дешава. Закључне речи су постале уобичајене за остатак серије.

## Теме
Мосинџерово упозорење Молдеру да неке истине треба да буду сакривене од јавности научници су навели да представља тешкоћу приморавања великих организација да преузму одговорност за неправде. Последње откриће епизоде, да су ванземаљци на Земљи „дуго, дуго времена”, цитирано је као праћење тренда постфутуризма који је успоставио научнофантастични филм 1980-их. Овај тренд је заменио традиционалне теме научне фантастике као што је истраживање свемира темама инспирисаним афером Вотергејт и ширењем теорија завере.

## Емитовање и реакције
Епизода „Дубоко Грло” је премијерно приказана на Фоксу 17. септембра 1993. године, а први пут је емитовано у Уједињеном Краљевству на каналу BBC Two 24. септембра наредне године. Прво емитовање епизоде у САД је погледано око 6,9милиона домаћинстава и 11,1 милион гледалаца. Епизода је добила Нилсенову оцену 7,3, са уделом од 14, што значи да отприлике 7,3 одсто свих домаћинстава опремљених телевизором и 14 одсто домаћинстава која прате телевизију, гледало ову епизоду. Епизода је објављена на VHS касети 1996. године, заједно са „Пилотом”; као и путем DVD-а у оквиру комплетне прве сезоне. Касније је укључена и у посебну DVD колекцију која садржи само епизоде усредсређене на митологију серије.
У ретроспективи прве сезоне у часопису Entertainment Weekly ова епизода је оцењена са Б+, уз похвале за Хардинову улогу човека „уморног од света”, иако је у рецензији наведено да је „злослутни, злокобни тон” епизоде био „мало чудан, али пун обећања за ствари које долазе”. Адријен Мартини из новина Austin Chronicle описала је епизоду „забавном за гледање”, док је лист San Jose Mercury News описао насловног лика као „најзанимљивијег новог лика на телевизији”, такође назвавши епизоду „чудном, али чудесном”. Мајк Антонучи из Toronto Star-а рекао је да ова епизода показује да Картер „може да споји суптилне, компликоване елементе са акцијом”, додајући да „ништа није очигледно у вези са Досијеом икс, у ствари, ништа осим њиховог квалитета”. Мајкл Џанусонис из новина The Beaver County Times био је критичнији, назвавши епизоду „стеченим укусом” и напоменувши да је „крај некако избачен”, без „потпуно задовољавајуће резолуције”.
Пишући за The A.V. Club, Кит Фипс је оценио епизоду са А−, сматрајући је као „скоро као продужетак пилот епизоде”. Фипс сматра да је сцена која приказује Молдерову отмицу „један од најстрашнијих тренутака из раних дана серије, како по ономе што сугерише, тако и по ономе што приказује”. Пишући за сајт Den of Geek, Мет Хејг је позитивно оценио епизоду, хвалећи њену одлуку да не одговори на сва питања која поставља. Хејг је приметио да „чињеница да смо остали без информација о томе шта се заиста догодило као Молдер и Скали само побољшава искуство гледања”, сматрајући да је таква мистерија „заиста ретка ствар” на телевизији. Роберт Ширман и Ларс Пирсон, у својој књизи A Critical Guide to The X-Files, Millennium & The Lone Gunmen, оценили су епизоду са пет од пет звездица, сматрајући да је „много самоуверенија у свом темпу и тону” него претходна. Ширман и Пирсон сматрају да је епизода „вешто скриптована прича о заташкавању и параноји”, напоменувши да „добро поставља свеукупне теме серије, да скоро делује као буквар”.
Наведено је да је „Дубоко Грло” почело да „припрема сцену за централне сукобе” серије. Дан Ајверсон из IGN-а сматра да је ова епизода послужила да „отвори врата могућностима ове серије”; док је Меган Дин из онлајн часописа Tor.com приметила да „иако је 'Пилот' увео идеју владине завере, 'Дубоко Грло' проширује границе платна”. Увођење Хардина у улози Дубоког Грла у епизоди Entertainment Weekly је навео као 37. од „100 најважнијих телевизијских тренутака” 1990-их.